# 2016年リオデジャネイロオリンピックのフランス選手団
2016年リオデジャネイロオリンピックのフランス選手団（2016ねんリオデジャネイロオリンピックのフランスせんしゅだん）は、ブラジルのリオデジャネイロで開催された2016年リオデジャネイロオリンピックのフランス選手団、およびその競技結果。

## 概要
今大会では金メダル10個、銀メダル18個、銅メダル14個の計42個のメダルを獲得した。1900年パリオリンピックに次ぐ総獲得メダル数となった。
柔道男子100kg超級ではテディ・リネールが2012年ロンドンオリンピックに続いて金メダルを獲得し2連覇を達成した。

## メダル
| メダル | 選手名 | 競技         | 種目                            |
| ------ | --- | ------------ | ------------------------------- |
| 金     | カリム・ラグワァグッツ マチュー・ルモワーヌ アスティ・ニコラ ティボー・ヴァレット | 馬術         | 総合馬術団体                    |
| 金     | ピエル・ウイン ジェレミ・アズ | ボート       | 男子軽量級ダブルスカル          |
| 金     | ゴティエ・グルミエ ヤニク・ボレル ダニエル・ジェレン ジャン＝ミシェル・リュセネ | フェンシング | 男子エペ団体                    |
| 金     | シャルリーヌ・ピコン | セーリング   | 女子RS:X                        |
| 金     | フィリップ・ロジエ ケヴィン・ストゥート ロジェ＝イヴ・ボスト ペネロペ・ルプレヴォス | 馬術         | 障害飛越団体                    |
| 金     | エステル・モッセリー | ボクシング   | 女子ライト級                    |
| 金     | トニー・ヨカ | ボクシング   | 男子スーパーヘビー級            |
| 金     | テディ・リネール | 柔道         | 男子100kg超級                   |
| 金     | エミリ・アンデオル | 柔道         | 女子78kg超級                    |
| 金     | ドニ・ガルゴ・シャヌ | カヌー       | 男子C-1                         |
| 銀     | アスティ・ニコラ | 馬術         | 総合馬術個人                    |
| 銀     | ジェレミ・カド エンゾ・ルフォル エルワン・ル・ペシュー ジャン＝ポル・トニ・エリセ | フェンシング | 男子フルーレ団体                |
| 銀     | ルノー・ラビレニ | 陸上         | 男子棒高跳び                    |
| 銀     | メリナ・ロベル＝ミション | 陸上         | 女子円盤投げ                    |
| 銀     | ケヴァン・マイエ | 陸上         | 男子十種競技                    |
| 銀     | フローラン・マナドゥ | 競泳         | 男子50m自由形                   |
| 銀     | メディ・メテラ ファビアン・ジロ フローラン・マナドゥ ジェレミー・ストラビウス | 競泳         | 男子4×100mリレー                |
| 銀     | ソフィアヌ・ウミア | ボクシング   | 男子ライト級                    |
| 銀     | サラ・ウラムーヌ | ボクシング   | 女子フライ級                    |
| 銀     | オリヴィエ・ニオカス ダニエル・ナルシス ヴァンサン・ジェラール ニコラ・カラバティッチ コンタン・マエ マチュー・グレビル ティエリー・オメイエール ティモテ・ヌグサン リュック・アバロ セドリック・ソルハインド ミカエル・ギグー ルカ・カラバティッチ ルドヴィック・ファブレガス アドリアン・ディパンダ ヴァランタン・ポルト | ハンドボール | 男子                            |
| 銀     | ローラ・グラウザー ブランディヌ・ダンセット カミーユ・エイグロン アリソン・ピノー ロリサ・ランドレ ラース・ザーディ マリー・プルヴェンシエ アマンディーヌ・レノー マノン・ウェット シラバ・デンベレ クロエ・ブルックス ベアトリス・エドウィジュ エステル・ヌゼ・ミンコ グノシアーヌ・ニオンブラ アレキサンドラ・ラクラベル | ハンドボール | 女子                            |
| 銀     | クラリス・アグベニュー | 柔道         | 女子63kg級                      |
| 銀     | オドレー・チュメオ | 柔道         | 女子78kg級                      |
| 銀     | ジャン＝シャルル・ヴァラドン | アーチェリー | 男子個人                        |
| 銀     | ジャン・キクワンポワ | 射撃         | 男子25mラピッドファイアピストル |
| 銀     | マキシム・ボーモン | カヌー       | 男子K-1 200m                    |
| 銀     | エロディー・クルベル | 近代五種     | 女子                            |
| 銀     | アビ・ニアレ | テコンドー   | 女子67kg級                      |
| 銅     | クリストフ・ルメートル | 陸上         | 男子200m                        |
| 銅     | マイディーヌ・メキシベナバ | 陸上         | 男子3000m障害                   |
| 銅     | ディミトリ・バスク | 陸上         | 男子110mハードル                |
| 銅     | マルク＝アントワーヌ・オリヴィエ | 競泳         | 男子10kmマラソンスイミング      |
| 銅     | ゴティエ・グルミエ | フェンシング | 男子エペ個人                    |
| 銅     | フランク・ソルフォロジ トマ・バロク ギヨーム・レーヌー ティボー・コラール | ボート       | 男子軽量級かじなしフォア        |
| 銅     | ピエール・ル・コック | セーリング   | 男子RS:X                        |
| 銅     | カミール・ルクワントル エレーヌ・ドフランス | セーリング   | 女子470                         |
| 銅     | スレイマヌ・チッソコ | ボクシング   | 男子ウェルター級                |
| 銅     | マティオ・ボーデルリック | ボクシング   | 男子ライトヘビー級              |
| 銅     | シリル・マレ | 柔道         | 男子100kg級                     |
| 銅     | ゴティエ・クラウス マチュー・ペシュ | カヌー       | 男子C-2                         |
| 銅     | アレクシ・レノー | 射撃         | 男子50mライフル3姿勢            |
| 銅     | グレゴリー・ボジェ ミカエル・ダルメダ フランソワ・ペルヴィス | 自転車       | 男子TSP                         |